# Pilea sinofasciata
Pilea sinofasciata es una especie de planta del género Pilea, perteneciente a la familia Urticaceae.

## Taxonomía
Pilea sinofasciata fue descrita por Chia Jui Chen en 1982.

## Distribución
Se encuentra en el territorio del Himalaya oriental hasta China central y meridional, y también en el norte de Tailandia.